# Taverna (Fluss)
Die Taverna, auch Tafersbach genannt, ist ein rund 15 km langer linker Nebenfluss der Sense im Schweizer Kanton Freiburg. Sie entwässert einen Abschnitt des östlichen Freiburger Mittellandes und gehört zum Einzugsbereich des Rheins.

## Geographie

### Verlauf
Das Quellgebiet der Taverna befindet sich auf ungefähr 650 m ü. M. auf dem Molasseplateau zwischen den Ortschaften Düdingen und Tafers. Mehrere Bäche, darunter einer, der das Fragnièremoos entwässert, vereinigen sich bei Tafers zur Taverna. Diese wendet sich zunächst nach Osten, zeichnet aber bei Sankt Antoni einen scharfen Bogen, um nun nach Norden zu fliessen. 
Ab Tafers ist die Taverna meist rund 50 bis 100 m in die umgebenden Hochflächen eingeschnitten, besitzt jedoch durchgehend einen flachen Talboden von etwa 200 m Breite. Östlich von Schmitten (FR) mündet mit dem Lettiswilbach der grösste Seitenbach. Die Taverna ändert ihre Fliessrichtung nun nach Nordosten, erreicht bei Flamatt das Sensetal und mündet auf 530 m ü. M. von links in die Sense.

### Einzugsgebiet
Das 52,65 km² grosse Einzugsgebiet der Taverna wird durch sie über die Sense, die Saane, die Aare und den Rhein zur Nordsee entwässert.
Es besteht zu 17,3 % aus bestockter Fläche, zu 70,7 % aus Landwirtschaftsfläche, zu 11,6 % aus Siedlungsfläche und zu 0,3 % aus unproduktiven Flächen.
Die Flächenverteilung
Die Mittlere Höhe des Einzugsgebietes beträgt 683,4 m ü. M.

### Zuflüsse
- Wyssebach (Seeligrabenbach) (rechts), 3,5 km, 0,7 km²
- Brugerabach (links), 0,8 km, 0,58 km²
- Lanthenbach (links), 2,5 km, 2,24 km²
- Ledeubach (Lettiswilbach) (rechts), 8,5 km, 17,74 km², 0,31 m³/s
- Steinhausbach (Bluemisberg-Bach) (rechts), 1,4 km, 1,28 km²
- Eggelriet-Bach (links), 0,7 km, 0,7 km²
- Würibach (rechts), 4,0 km, 5,09 km², 0,09 m³/s
- Müsligraben (links), 0,3 km

## Hydrologie
An der Mündung der Taverna in die Sense beträgt ihre modellierte mittlere Abflussmenge (MQ) 850 l/s, und ihr Abflussregimetyp ist pluvial supérieur.
Der  modellierte monatliche mittlere Abfluss (MQ) der Taverna in l/s

## Charakter
Abschnitte des Mittel- und des Unterlaufs der Taverna sind noch in natürlichem oder naturnahem Zustand erhalten. In den landwirtschaftlich genutzten Gebieten um Tafers wurde das Gewässer begradigt und die Böschungen befestigt. Die Taverna ist durch ein pluviales Abflussregime geprägt. Ihre Wasserkraft wurde früher besonders im Bereich von Schmitten (Mühletal) für den Betrieb von Mühlen und Sägereien genutzt.